# Baras (Catanduanes)
Baras è una municipalità di quinta classe delle Filippine, situata nella Provincia di Catanduanes, nella Regione di Bicol.
Baras è formata da 29 baranggay:
- Abihao
- Agban
- Bagong Sirang
- Batolinao
- Benticayan
- Buenavista
- Caragumihan
- Danao
- Eastern Poblacion
- Ginitligan
- Guinsaanan
- J. M. Alberto
- Macutal
- Moning
- Nagbarorong

- Osmeña
- P. Teston
- Paniquihan
- Puraran
- Putsan
- Quezon
- Rizal
- Sagrada
- Salvacion
- San Lorenzo
- San Miguel
- Santa Maria
- Tilod
- Western Poblacion